# Ken Kutaragi
Ken Kutaragi (久夛良木 健?, Kutaragi Ken; Tokyo, 2 agosto 1950) è un informatico e inventore giapponese.
Kutaragi è tra i principali ideatori della console da gioco PlayStation, creata agli inizi degli anni 1990 e prodotta in seguito dalla Sony Computer Entertainment.

## Biografia
Kutaragi entrò in Sony come semplice dipendente, dedicandosi principalmente alla creazione di una console per videogiochi per l'azienda. Dopo il successo mondiale ottenuto nel 1994 con la prima PlayStation, Kutaragi divenne il presidente del settore Entertainment, carica mantenuta per circa 13 anni, fino a dicembre 2006, quando rassegnò le dimissioni e lasciò il posto al suo vice Kazuo Hirai.
Attualmente Kutaragi è presidente onorario della Sony, ed essendo stato tra i principali ideatori della nota console, in Giappone viene spesso chiamato dai fans "Papà PlayStation".